# Lestoniidae
Famille
Genre
Les Lestoniidae forment une famille d'insectes du sous-ordre des hétéroptères (punaises), de la super-famille des Pentatomoidea, qui compte le seul genre Lestonia, avec deux espèces.

## Description
Il s'agit de punaises de taille petite à moyenne (3.5 à 6 mm), de forme globalement arrondie, convexe dorsalement et plate ventralement, sans extension ou bosse remarquable. La tête, le pronotum et une partie de la corie on la bordure effilées en lame, donnant l'aspect d'une petite carapace de tortue ou d'une Casside. La face dorsale est profondément ponctuée. Les antennes sont courtes, avec 4 articles, et avec une pilosité courte. Les ocelles sont petites et éloignées l'une de l'autre. Le pronotum est large et entour la tête de manière très ajustée, touchant les jugas. Le scutellum est très grand, presque carré à l'exception du bord postérieur arrondi en quasi demi-cercle atteignant l'apex de l'abdomen, et qui ne laisse voir qu'une partie de la corie, mais pas les membranes.  Les tarses comptent 2 segments. Il n'y a qu'une seule trichobothrie par sternite (segment ventral) abdominal. Les femelles ont deux organe de Pendergast en forme de disque de chaque côté du sixième sternite abdominaux, avec un groupe de soies denses au sternite 7,,.

## Répartition
Les deux espèces sont présentes en Australie uniquement, dans l'Est du continent pour L. grossi. 

## Biologie
Les connaissances sur la biologie des Lestoniidae sont limitées. Ces deux espèces sont phytophage. On sait que L. haustorifera se rencontre sur un genre de cyprès d'Australie, Callitris (Cupressaceae), où adultes et juvéniles se concentrent sur les jeunes bourgeons, On ne connaît pas la biologie de L. grossi, découverte dans des collections muséales.  
Elles se pressent à leur substrat (écorces par exemple) avec leur « carapace », et paraissent souvent bien camouflées. 

## Systématique
Lorsque l'entomologiste britannique William Edward China (d) (1895-1979) décrit la première espèce de Lestonia en 1955, il en fait pour la classer une sous-famille des Plataspidae. Ce sont China et Miller qui élèvent ce taxon au rang de famille à part entière en 1959. McDonald les rapproche cependant des Plataspidae pour la forme similaire de l'édéage des mâles, tandis que Fischer souligne une proximité avec plutôt les Acanthosomatidae, dont ils seraient le groupe-frère, avec lesquels ils partagent le caractère de l'organe de Pendergast en forme de disque au sternite 6. Cette conception a été confirmée par les analyses phylogénétiques incluant des analyses de l'ADN,. 

### Liste des genres et des espèces
Selon BioLib (20 juin 2022) :
- genre Lestonia China, 1955
  - Lestonia grossi McDonald, 1969
  - Lestonia haustorifera China, 1955